# Хильдебрандт, Марта
Марта Хильдебрандт (исп. Martha Hildebrandt, 13 января 1925, Чиклин, Ла-Либертад — 8 декабря 2022, Лима) — перуанский лингвист и политический деятель, член (1995—2001, 2006—2011) и президент (1999—2000) Конгресса Республики Перу.

## Биография
Дочь Хорхе Хильдебрандта Давилы и Ауреа Лус Перес-Тревиньо Оливос и старшая сводная сестра перуанского журналиста Сезара Хильдебрандта.
Получила начальное домашнее образование у своих родителей на ферме Парамонга в Лиме. В возрасте четырнадцати лет подала заявление в Национальный университет Сан-Маркоса; однако не была принята из-за юного возраста и занялась обучением классическому танцу и игре на фортепиано.
В 1942 году Хильдебрандт одновременно слушала курсы педагогики и литературы в Национальном университете Сан-Маркос. В 1952 году изучала структурную лингвистику в Северо-Западном университете в Иллинойсе, США, а затем грамматику в Университете Оклахомы.
С 1947 по 1953 год преподавала в Национальном университете Сан-Маркос. Затем отправилась в Венесуэлу, где работала в Министерстве юстиции Венесуэлы. В 1962 году вернулась к преподаванию в Национальном университете Сан-Маркос, занимала должность профессора и оставалась там до 1973 года. С 1972 по 1976 год она также возглавляла Национальный институт культуры Перу.
С 1974 по 1978 год она занимала важные посты в Организации американских государств (ОАГ) и в ЮНЕСКО.
Как учёный-лингвист была известна широкой перуанской публике, хотя не говорила ни на кечуа, ни на аймара. Она была бессменным секретарём Перуанской академии языка с 1993 по 2005 год. Её многочисленные работы по различным вопросам испанского языка широко цитируются.
Политическая деятельность Хильдебрандт началась в 1994 году с её сотрудничества с Альберто Фухимори. На всеобщих выборах 1995 года она была выбрана партией Камбио 90-Нуэва Майория баллотироваться в Конгресс и получила место в законодательном органе. Когда приближались всеобщие выборы 2000 года и Альберто Фухимори добивался переизбрания, она входила в группу его поддержки вместе с Мартой Чавес, Лус Сальгадо и Кармен Лосада.
В 1999 году она была избрана президентом Конгресса, а в 2000 году была переутверждена в этой должности. Когда режим Альберто Фухимори начал рушиться, Хильдебрандт была снята с должности, чтобы «избежать тесной связи с режимом», проработав на этом посту всего 48 часов.
Её сменила первый вице-президент Лус Сальгадо, а затем — после двух спорных выборов между сторонниками правительства и оппозицией — Валентин Паниагуа Корасао («Народное действие»).
На всеобщих выборах 2001 года Хильдебрандт не была избрана; Лус Сальгадо заменила её в Конгрессе Республики. На всеобщих выборах 2006 года она прошла в Конгресс под номером 2 и была избрана в третьем голосовании внутри Alianza por el Futuro, коалиции фухимористов. На всеобщих выборах 2011 года она баллотировалась на переизбрание от партии Fuerza 2011, но не была избрана, что ознаменовало конец её политической карьеры.
В августе 2006 года Хильдебрандт раскритиковала двух женщин-конгрессменов, Хиларию Супа и Марию Сумире, за то, что 25 июля 2006 года они были приведены к присяге перед Конгрессом на их родном языке кечуа. Хильдебрандт потребовала, чтобы испанский язык использовался в качестве единственного языка в Конгрессе. Конгресс, однако, решил, что переводы с кечуа и других языков коренных народов Перу должны учитываться на всех сессиях.
Умерла в своем доме в округе Лима, Мирафлоресе, 8 декабря 2022 года в возрасте 97 лет.